# Rifugio Preuss
Rifugio Preuss je malá horská chata se nachází v Dolomitech v horské skupině Rosengarten na území obce Vigo di Fassa ve výšce 2243 m nad mořem.. Cca 50 m vedle se nalézá horská chata Vajolethütte.

## Historie
Chata byla postavena v 20. letech 20. století z iniciativy slavného vůdce a horolezce Tita Piaze, a je pojmenována po rakouském horolezci Paulu Preussovi.

## Informace
Chata se nachází v lokalitě zvané "Ponte Neigre", pod Vajolet-Türme, na skalnatém výběžku s panoramatickým výhledem na údolí Vajolet a je ideálním výchozím bodem pro výlety a lezení v okolních horách. Je otevřena od poloviny června do konce září, s dostupností 8 lůžek.

## Přístup
- od rifugio Gardeccia (1.949 m), cesta 546 (čas 45 min).
- od rifugio Roda di Vaèl (2.283 m), cesta 541 (čas 1hod 45min).
- od rifugio Re Alberto (2.621 m), cesta 542 (čas 45 min).
- od rifugio Passo Principe (2.601 m), cesta 584 (čas 30 min).